# Oratorio de Concepción
Oratorio de Concepción é um município do departamento de Cuscatlán, em El Salvador. Sua população estimada em 2007 era de 3 578 habitantes.